# 自己増幅型RNA
自己増幅型RNA（じこぞうふくがたRNA、英: self-amplifying RNA、saRNA）は、自己複製型RNA（じこふくせいがたRNA、英: self-replicating RNA、srRNA）とも呼ばれ、宿主細胞内で自己複製するように設計されたメッセンジャーRNA（mRNA）分子の一種である。タンパク質の発現を促進し、免疫応答を高めることから、ワクチンやその他の治療用途に有望なツールとなっている。次世代型mRNAワクチンで使用されるsaRNAは、従来型のmRNAワクチンと比較して、少ない投与量でより多くのタンパク質を発現するように設計されている。従来のmRNA型では半減期が短く、長期に渡ってタンパク質を発現する能力に限りがあったが、saRNA型はタンパク質の発現をより長期間持続することができるようになった。saRNAは、最も一般的なアルファウイルスであるベネズエラウマ脳炎ウイルスなどの一本鎖(+)RNAウイルスに基づく。
従来のメッセンジャーRNA（mRNA）ワクチンの場合、mRNAの半減期が短いため、生成されるタンパク質の量が限られるという課題がある。saRNAは、自身の複製に必要なタンパク質機構をコードする第二のオープンリーディングフレーム（ORF）によって、発現動態を拡張することができる。この自己複製により抗原の発現を高レベルに持続させ、従来のmRNA型と比較して、saRNAワクチンに必要なRNA量は少なくて済む。

## 構造と作用機序
saRNAの構造には、2つの重要部分が含まれる。saRNA複製の単位となるこの領域をレプリコンという。

### レプリコン領域

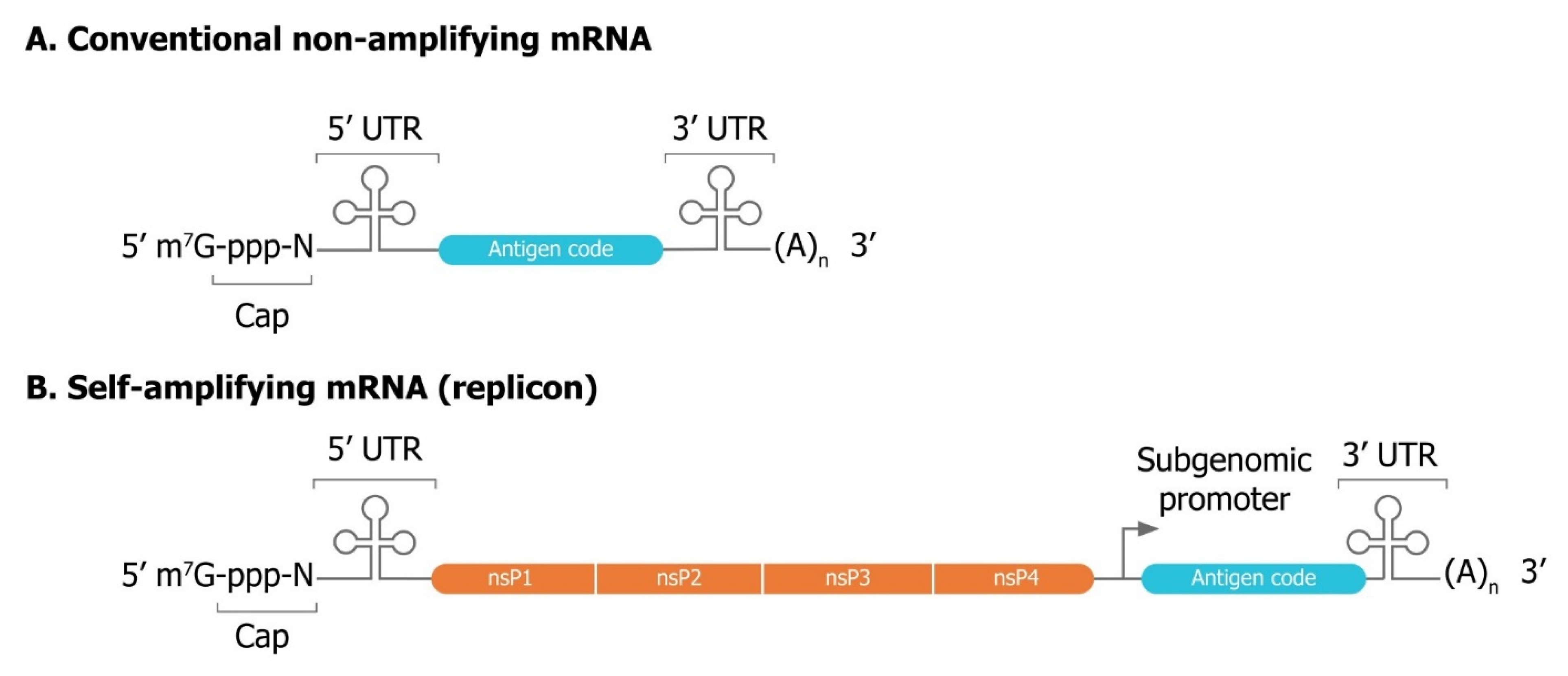
(上) 従来のmRNAと (下) 自己増幅型RNA (saRNA) のコーディング配列の構造。saRNAは自身を複製するためにRNA依存性RNAポリメラーゼ (橙色) を含む。

saRNAは、そのオープンリーディングフレーム（図では橙色で示す）内に、mRNAを複製および増幅する機構をコードしており、これは、ウイルスが持つRNA依存性RNAポリメラーゼ（RdRp）である。これは、ウイルス非構造タンパク質の単一ポリペプチドで、RNA依存性RNAポリメラーゼ（nsp1、nsp2、nsp3、nsp4）の4つのタンパク質成分に処理される。

### 目的遺伝子

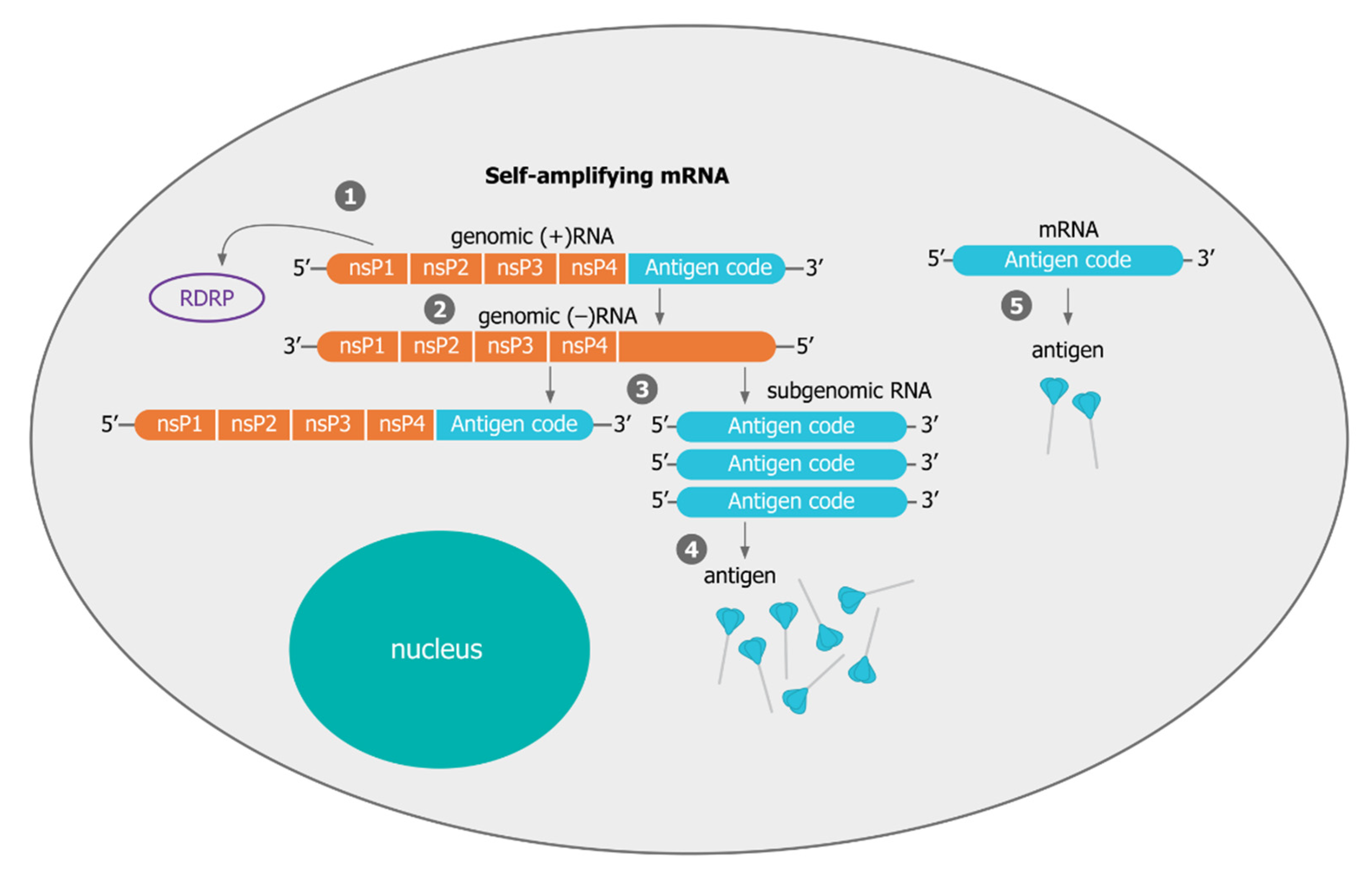
抗原産生に使用される自己増幅mRNA (saRNA) の機構の概略図。抗原をコードするオープンリーディングフレーム (水色) は、タンパク質補充療法に使用するタンパク質に置き換えてもよい。

この配列は、目的となるタンパク質をコードしており（図では水色で示す）、ワクチンの場合は抗原として使用され、タンパク質補充療法の場合は補充または置換するタンパク質として使用される。目的遺伝子はウイルス構造タンパク質を置き換えるものである。非構造タンパク質によってコードされるRdRp（RNAポリメラーゼ）は、特定のプロモーター（サブゲノムプロモーター）から目的遺伝子を転写する。目的遺伝子をコードするこのサブゲノムmRNAは高レベルで生成され、非構造タンパク質のタンパク質成分によるキャップが付加される。

## 長所
saRNAの自己複製と増幅の性質により、少量の投与でも高いレベルのタンパク質発現が得られ、免疫応答が著しく強化される。そして、saRNAワクチンは、従来のワクチンと比較して、より迅速かつ低コストで製造することができる。また、saRNAは免疫応答を長期に渡って誘導することで、安定性を提供するとともに、より長期的な保護をもたらす可能性もある。さらに、この汎用性の高い技術は、感染症、がん免疫療法、遺伝性疾患など、幅広い用途に適応が可能である。

## 応用と研究
COVID-19パンデミックは、saRNAを含むRNA技術に基づいた研究を加速させた。たとえば、SARS-CoV-2を標的とするsaRNAワクチンは前臨床試験で有望な結果を示しており、副作用が最小限に押さえながら強力で持続的な免疫応答を示している。2024年、米国の製薬企業Arcturusが開発したsaRNAブースターワクチンARCT-154が、日本の厚生労働省から成人への使用を全面的に承認された。
また、saRNAは遺伝子治療へも適用されようとしている。高レベルの治療用タンパク質を産生する能力から、タンパク質の補充が必要な遺伝性疾患の治療に有望な候補となっている。

## 課題と今後の方向性
saRNA技術は大きな可能性を秘めているものの、いくつかの課題も抱えている。saRNAを標的細胞へ効率的かつ安全に送達することは依然として大きな課題であり、この問題に対処するために、脂質ナノ粒子（LNP）やその他の送達システムが最適化されている。また、saRNAの長期的な安全性を確保することも重要であり、進行中の研究では潜在的な副作用や免疫反応を最小限に抑えることに焦点を当てている。抗体産生に役立つ炎症を促進するために、LION陽イオン性ナノキャリア製剤のような別の送達媒体が、臨床試験で使用されている。これはGEMCOVAC-19ワクチンで使用され、LIONナノ脂質乳剤の表面にsaRNAが吸着されており、インドで緊急使用認可を受けている。
治療薬としてのsaRNAの課題は、自然免疫応答によるインターフェロンの産生である。また、修飾ヌクレオシドはsaRNA増幅と相容れないという主張もある。それでも、自然免疫応答の誘導を回避するために、5-メチルシトシン、5-メチルウリジン、N1-メチルシュードウリジン（モデルナやファイザー／ビオンテックによるCOVID mRNAワクチンに使用されているのと同じヌクレオシド）などの修飾ヌクレオシド置換を組み込んだ、さまざまな有効性を持つ新規のsaRNAフォーマットが開発されている。ある研究では、低用量（10 ng/マウス）において、5-メチルシトシンヌクレオシドを合成に使用することで、修飾されていないsaRNAよりも5倍高いタンパク質発現を示し、さらにN1-メチルシュードウリジン置換saRNAよりも100倍以上高い発現を示した。